# (34766) 2001 QP200
2001 QP200 (asteroide 34766) é um asteroide da cintura principal. Possui uma excentricidade de 0.14236880 e uma inclinação de 2.96039º.
Este asteroide foi descoberto no dia 22 de agosto de 2001 por LINEAR em Socorro.